# Liste der Mitglieder des Zweiten Vereinigten Landtages der Provinz Preußen
Diese Liste nennt die Mitglieder des Zweiten Vereinigten Landtages aus der Provinz Preußen 1848.

## Liste der Abgeordneten
| Kurie         | Landesteil  | Abgeordneter                                               | Anmerkung                                                 |
| ------------- | ----------- | ---------------------------------------------------------- | --------------------------------------------------------- |
| Herrenkurie   | Ostpreußen  | Reichsburggraf Friedrich Karl Alexander Graf zu Dohna-Lauk | Majoratsherr auf Lauk                                     |
| Herrenkurie   | Ostpreußen  | Burggraf Otto Graf zu Dohna-Reichertswalde                 | Besitzer des Familienfideikommisses Grafschaft Dohna      |
| Herrenkurie   | Ostpreußen  | Burggraf Richard Friedrich Graf zu Dohna-Schlobitten       |                                                           |
| Herrenkurie   | Ostpreußen  | Burggraf Karl Ludwig-Alexander Graf zu Dohna-Schlodien     |                                                           |
| Herrenkurie   | Ostpreußen  | Reichsgraf Otto von Keyserlingk zu Rautenburg              |                                                           |
| Ritterschaft  | Ostpreußen  | Ernst Wilhelm Christian von Arnim                          | Landschaftsrat aus Koppershagen                           |
| Ritterschaft  | Ostpreußen  | Kurt von Bardeleben                                        | Landrat und Rittergutsbesitzer auf Rodems                 |
| Ritterschaft  | Ostpreußen  | Magnus von Brünneck                                        | Oberburggraf, Landtagsmarschall in Bellschwitz            |
| Ritterschaft  | Ostpreußen  | Ludwig Wilhelm zu Dohna-Lauck                              | Landschaftsdirektor in Wesselshöfen                       |
| Ritterschaft  | Ostpreußen  | Karl Ferdinand von Fabeck                                  | Landrat, Major a. D. und Rittergutsbesitzer auf Jablonken |
| Ritterschaft  | Ostpreußen  | Hensche                                                    | Rittergutsbesitzer auf Pogrimmen                          |
| Ritterschaft  | Ostpreußen  | Ferdinand Ernst Leopold von Hoverbeck                      | Landschaftsdirektor in Nickelsdorf                        |
| Ritterschaft  | Ostpreußen  | Moritz Julius Jachmann                                     | Kommerzienrat in Trutenau                                 |
| Ritterschaft  | Ostpreußen  | Friedrich-Wilhelm-Ferdinand von Kall                       | Rittmeister a. D. und Rittergutsbesitzer in Tengen        |
| Ritterschaft  | Ostpreußen  | Rudolf Hermann von Kannewurff                              | Rittergutsbesitzer in Baitkowen                           |
| Ritterschaft  | Ostpreußen  | Emil von Kunheim                                           | Generallandschaftsrat und Rittergutsbesitzer in Spanden   |
| Ritterschaft  | Ostpreußen  | Wilhelm Kunkel                                             | Landschaftsrat und Rittergutsbesitzer in Groß Maraunen    |
| Ritterschaft  | Ostpreußen  | Lefèvre                                                    | Amtmann in Reesau                                         |
| Ritterschaft  | Ostpreußen  | Ludwig Otto von Meske                                      | Landschaftsrat in Frödau                                  |
| Ritterschaft  | Ostpreußen  | Panzer                                                     | Rittergutsbesitzer in Koewe                               |
| Ritterschaft  | Ostpreußen  | Pieper                                                     | Oberamtmann in Lesgewangminnen                            |
| Ritterschaft  | Ostpreußen  | Karl Alexander Raddatz                                     | Rittergutsbesitzer in Warnikau                            |
| Ritterschaft  | Ostpreußen  | Reimer                                                     | Rittergutsbesitzer in Milchbude                           |
| Ritterschaft  | Ostpreußen  | Ernst Friedrich Fabian von Saucken-Tarputschen             | Rittmeister a. D. und Rittergutsbesitzer auf Tarputschen  |
| Ritterschaft  | Ostpreußen  | August Heinrich von Saucken                                | Rittergutsbesitzer auf Julienfelde                        |
| Ritterschaft  | Ostpreußen  | Wilhelm Kunkel                                             | Landschaftsrat und Rittergutsbesitzer in Groß Maraunen    |
| Ritterschaft  | Ostpreußen  | Friedrich Thomas Stanislaus von Schau                      | Rittergutsbesitzer Korbsdorf                              |
| Ritterschaft  | Ostpreußen  | Hans Karl von Schön                                        | Amtsrat in Blumberg                                       |
| Ritterschaft  | Ostpreußen  | Siegfried                                                  | Rittergutsbesitzer in Skandlack                           |
| Ritterschaft  | Ostpreußen  | Franz Eugen Sperber                                        | Rittergutsbesitzer in Gerskullen                          |
| Ritterschaft  | Ostpreußen  | Wilhelm Philipp Franz von Strachowski                      | Rittergutsbesitzer in Elditten                            |
| Ritterschaft  | Ostpreußen  | Leopold Thiel                                              | Amtmann in Ranten                                         |
| Ritterschaft  | Ostpreußen  | David Thiel                                                | Leutnant a. D. und Rittergutsbesitzer in Wangotten        |
| Städte        | Ostpreußen  | Heinrich Bürger                                            | Bürgermeister in Mohrungen                                |
| Städte        | Ostpreußen  | Friedrich Philipp Dulk                                     | Universitätsprofessor in Königsberg                       |
| Städte        | Ostpreußen  | Charles Stanislaus Frentzel-Beyme                          | Kaufmann in Memel                                         |
| Städte        | Ostpreußen  | Karl Ludwig Heinrich                                       | Kaufmann in Königsberg                                    |
| Städte        | Ostpreußen  | Daniel Albrecht Kischke                                    | Bürgermeister in Landsberg                                |
| Städte        | Ostpreußen  | Mongrovius                                                 | Bürgermeister in Passenheim                               |
| Städte        | Ostpreußen  | Pultke                                                     | Kaufmann in Barten                                        |
| Städte        | Ostpreußen  | Rudel                                                      | Kaufmann in Preußisch Eylau                               |
| Städte        | Ostpreußen  | Valentin Schlattel                                         | Ratmann in Braunsberg                                     |
| Städte        | Ostpreußen  | Johann Wilhelm Schlenther                                  | Ratsherr und Apotheker in Insterburg                      |
| Städte        | Ostpreußen  | Carl Gottfried Sperling                                    | Bürgermeister in Königsberg                               |
| Städte        | Ostpreußen  | Gottfried August Stobbe                                    | Kaufmann in Lötzen                                        |
| Städte        | Ostpreußen  | Andreas Urra                                               | Bürgermeister in Wormditt                                 |
| Städte        | Ostpreußen  | Johann Wächter                                             | Kommerzienrat in Tilsit                                   |
| Städte        | Ostpreußen  | Ludwig Wenghöffer                                          | Kaufmann und Stadtverordnetenvorsteher in Gumbinnen       |
| Landgemeinden | Ostpreußen  | Karl Friedrich Born                                        | Amtmann in Krappen                                        |
| Landgemeinden | Ostpreußen  | Carl Albrecht Braemer                                      | Landschaftsrat in Ernstberg                               |
| Landgemeinden | Ostpreußen  | Brausewetter                                               | Gutsbesitzer in Bendiesen                                 |
| Landgemeinden | Ostpreußen  | Forstreuter                                                | Gutsbesitzer in Groß Baum                                 |
| Landgemeinden | Ostpreußen  | Gleich                                                     | Gutsbesitzer in Prökuls                                   |
| Landgemeinden | Ostpreußen  | Karl August Greger                                         | Gutsbesitzer in Nassental                                 |
| Landgemeinden | Ostpreußen  | Martin Grunwald                                            | Landgeschworener in Schafsberg                            |
| Landgemeinden | Ostpreußen  | Moritz Hasenwinkel                                         | Gutsbesitzer auf Gut Faulbruch                            |
| Landgemeinden | Ostpreußen  | Martin Meyhoeffer                                          | Gutsbesitzer in Schakummen                                |
| Landgemeinden | Ostpreußen  | Riebold                                                    | Gutsbesitzer in Kanitzken                                 |
| Landgemeinden | Ostpreußen  | Sacksen                                                    | Landschaftsrat in Karschau                                |
| Landgemeinden | Ostpreußen  | Schickert                                                  | Amtmann in Willenberg                                     |
| Landgemeinden | Ostpreußen  | Schumann                                                   | Gutsbesitzer in Rataywalla                                |
| Landgemeinden | Ostpreußen  | Thiel                                                      | Rittergutsbesitzer in Neumühl                             |
| Ritterschaft  | Westpreußen | du Bois                                                    | Rittergutsbesitzer zu Luckoczin                           |
| Ritterschaft  | Westpreußen | Theodor von Donimierski                                    | Landschaftsdeputierter in Buchwalde                       |
| Ritterschaft  | Westpreußen | Adolph von Gordon                                          | Landschaftsdeputierter in Laskowitz                       |
| Ritterschaft  | Westpreußen | Hoof                                                       | Rittergutsbesitzer zu Rondsen                             |
| Ritterschaft  | Westpreußen | Carl Ignatz Josef von Kalckstein                           | Rittergutsbesitzer zu Pluskowentz                         |
| Ritterschaft  | Westpreußen | von Kossowski                                              | Rittergutsbesitzer zu Gajewo                              |
| Ritterschaft  | Westpreußen | Ludwig von Platen                                          | Landrat in Tillau                                         |
| Ritterschaft  | Westpreußen | Stadtmiller                                                | Gutsbesitzer zu Jakobkau                                  |
| Ritterschaft  | Westpreußen | Wehr                                                       | Rittergutsbesitzer auf Kensau                             |
| Ritterschaft  | Westpreußen | Wilhelm von Zychlinski                                     | Landrat und Rittergutsbesitzer auf Stranz                 |
| Ritterschaft  | Westpreußen | Graf von der Groeben                                       | Rittergutsbesitzer zu Ponarien                            |
| Ritterschaft  | Westpreußen | von Joeden                                                 | Rittergutsbesitzer zu Grumsdorf                           |
| Ritterschaft  | Westpreußen | Selle                                                      | Rittergutsbesitzer zu Zigahn                              |
| Ritterschaft  | Westpreußen | von Rautenberg                                             | Rittergutsbesitzer in Klinski                             |
| Ritterschaft  | Westpreußen | Karl Pohl                                                  | Rittergutsbesitzer in Senslau                             |
| Ritterschaft  | Westpreußen | Hering                                                     | Rittergutsbesitzer in Wischau                             |
| Ritterschaft  | Westpreußen | Karl Ludwig Otto von Lenski                                | Landrat zu Statzen                                        |
| Städte        | Westpreußen | Heinrich Burghart Abegg                                    | Ältester der Kaufmannschaft und Kommerzienrat in Danzig   |
| Städte        | Westpreußen | Dahlström                                                  | Ratsmann in Preußisch Friedland                           |
| Städte        | Westpreußen | Friedrich Ferdinand Denk                                   | Bürgermeister in Loebau                                   |
| Städte        | Westpreußen | Carl Ferdinand Pannenberg                                  | Kommerzienrat Danzig                                      |
| Städte        | Westpreußen | Ernst Gadegast                                             | Bürgermeister in Culm                                     |
| Städte        | Westpreußen | Ignatz Grunau                                              | Kommerzienrat in Elbing                                   |
| Städte        | Westpreußen | Friedrich Wilhelm Jebens                                   | Kaufmann in Danzig                                        |
| Städte        | Westpreußen | Jakob van Riesen                                           | Kaufmann in Elbing                                        |
| Städte        | Westpreußen | Kaun                                                       | Bürgermeister in Culmsee                                  |
| Städte        | Westpreußen | Plagemann                                                  | Stadtverordneter in Marienburg                            |
| Städte        | Westpreußen | Roepel                                                     | Kreisrichter in Konitz                                    |
| Städte        | Westpreußen | Gustav Weese                                               | Kaufmann in Thorn                                         |
| Städte        | Westpreußen | Weise                                                      | Kaufmann in Graudenz                                      |
| Städte        | Westpreußen | Rehefeldt                                                  | Apotheker zu Pr. Stargard                                 |
| Landgemeinden | Westpreußen | Feldt                                                      | Gutsbesitzer in Lonschnick                                |
| Landgemeinden | Westpreußen | Hannemann                                                  | Gutsbesitzer in Mausdorf                                  |
| Landgemeinden | Westpreußen | Hein                                                       | Kommerau                                                  |
| Landgemeinden | Westpreußen | Minckley                                                   | Gutsbesitzer in Eichwalde                                 |
| Landgemeinden | Westpreußen | Franz Schönlein                                            | Reckau                                                    |
| Landgemeinden | Westpreußen | Timm                                                       | Gutsbesitzer in Blankwitz                                 |
| Landgemeinden | Westpreußen | Wessel                                                     | Gutsbesitzer in Stüblau                                   |
| Landgemeinden | Westpreußen | Will                                                       | Gutsbesitzer zu Klutznitz                                 |